# Leptopholcus
Leptopholcus is een geslacht van spinnen uit de familie trilspinnen (Pholcidae).

## Soorten
Het geslacht kent de volgende soorten:
- Leptopholcus baoruco Huber, 2006
- Leptopholcus borneensis Deeleman-Reinhold, 1986
- Leptopholcus brazlandia Huber, Pérez & Baptista, 2005
- Leptopholcus dalei (Petrunkevitch, 1929)
- Leptopholcus debilis (Thorell, 1899)
- Leptopholcus delicatulus Franganillo, 1930
- Leptopholcus dioscoridis Deeleman-Reinhold & van Harten, 2001
- Leptopholcus evaluna Huber, Pérez & Baptista, 2005
- Leptopholcus gracilis Berland, 1920
- Leptopholcus griswoldi Huber, 2011[3]
- Leptopholcus guineensis Millot, 1941
- Leptopholcus hispaniola Huber, 2000
- Leptopholcus jamaica Huber, 2000
- Leptopholcus lokobe Huber, 2011[3]
- Leptopholcus ngazidja Huber, 2011[3]
- Leptopholcus pataxo Huber, Pérez & Baptista, 2005
- Leptopholcus sakalavensis Millot, 1946
- Leptopholcus signifer Simon, 1893
- Leptopholcus talatakely Huber, 2011[3]
- Leptopholcus tanikawai Irie, 1999
- Leptopholcus tipula (Simon, 1907)
- Leptopholcus toma Huber, 2006